# Gomphia calophylla
Gomphia calophylla là một loài thực vật có hoa trong họ Ochnaceae. Loài này được Hook.f. mô tả khoa học đầu tiên năm 1849.